# 377
Готська війна. Правління Валента у Східній Римській імперії. У Західній Римській імперії править Граціан. У Китаї правління династії Цзінь. В Індії правління імперії Гуптів. У Японії триває період Ямато. У Персії править династія Сассанідів.
На території лісостепової України Черняхівська культура. У Північному Причорномор'ї готи й сармати. Історики VI століття згадують плем'я антів, що мешкало на території сучасної України приблизно з IV сторіччя. З'явилися гуни, підкорили остготів та аланів й приєднали їх до себе.

## Події
Голод серед готів у Нижній Мезії стає дедалі гострішим. Фрітігерн звертається по допомогу до римської влади, але римляни ставляться до готів зверхньо. Тим часом до берегів Дунаю підтягуються гуни з аланами. Імператор Валент просить допомоги у Граціана, той посилає війська на чолі з Фрігерідом. Нарешті римські й готські війська зійшлися в бою. Попри значні втрати вирішального успіху не добилася жодна сторона. Валент велить перекрити перевали в горах, щоб зупинити супротивника. Розділені на невеликі загони в пошуках фуражу, готи не можуть зібрати достатні сили, щоб прорватися через застави. Вони затиснуті в голодній країні. Тоді вони домовилися з гунами й аланами, що пропустять їх через Дунай. Спільними зусиллями вони зуміли відкрити для себе дорогу в горах і прорвалися в фракійські долини.
Римські гарнізони у Фракії не можуть висунутися з міст. Фрігерід повертається до Граціана з доповіддю, що вибити готів із Фракії може тільки велика військова сила. Валент укладає мир із персами, залишив мінімум військ на східному кордоні й пішов на захід. Тим часом збунтувалися сарацини й почали чинити розбій від Палестини до Синаю.